# Mychajlo-Lukaschewe
Mychajlo-Lukaschewe (ukrainisch Михайло-Лукашеве; russisch Михайло-Лукашово Michailo-Lukaschowo) ist ein Dorf im Norden der ukrainischen Oblast Saporischschja mit etwa 1100 Einwohnern (2001).

## Geografische Lage
Die Ortschaft liegt am Oberlauf der Mokra Moskowka (Мокра Московка), einem 62 km langen, linken Nebenfluss des Dnepr, 12 km östlich vom ehemaligen Rajonzentrum Wilnjansk und etwa 40 km nordöstlich vom Oblastzentrum Saporischschja.
Durch das Dorf verläuft die Fernstraße N 15.

## Geschichte
In dem 1780, auf dem Grundbesitz von Michailo Karawatka (Михайло Караватка), dem ehemaligen Kommandanten der Alexander-Festung (Александровская крепость), gegründeten Dorf wurden zunächst Leibeigene, die aus der Gouvernement Kursk deportiert wurden, angesiedelt. Nachdem das Dorf 1793 vom Grundbesitzer Lukaschewitsch erworben wurde, wurden auch Leibeigene aus den Provinzen Poltawa und Charkow hierher verbracht und verdingten sich als Ackerbauern und Viehzüchter.
Aus den Namen der beiden ersten Grundbesitzer entstand der Ortsname.
Mychajlo-Lukaschewe wuchs bis 1859 auf 45 Höfe mit insgesamt 242 Einwohnern an und 1880 wurde das Dorf zum Wolost-Zentrum. Es besaß zu dieser Zeit mehrere Steinhäuser und ein Postamt. 1894 wurde im Dorf ein privates landwirtschaftliches Gerätewerk erbaut. 1897 hatte die Ortschaft bereits 653 Bewohner und bis 1913 wuchs die Einwohnerzahl auf 929 an. Vom 3. Oktober 1941 bis zum 20. September 1943 war das Dorf von der Wehrmacht besetzt.

## Verwaltungsgliederung
Am 12. Juni 2020 wurde das Dorf zum Zentrum der neugegründeten Landgemeinde Mychajlo-Lukaschewe (Михайло-Лукашівська сільська громада/Mychajlo-Lukaschiwska silska hromada). Zu dieser zählen auch die 25 in der untenstehenden Tabelle aufgelisteten Dörfer, bis dahin bildete es zusammen mit den Dörfern Myroljubiwka, Nowomychajliwske und Nowowassyliwske die gleichnamige Landratsgemeinde Mychajlo-Lukaschewe (Михайло-Лукашівська сільська рада/Mychajlo-Lukaschiwska silska rada) im Südosten des Rajons Wilnjansk.
Am 17. Juli 2020 kam es im Zuge einer großen Rajonsreform zum Anschluss des Rajonsgebietes an den Rajon Saporischschja.
Folgende Orte sind neben dem Hauptort Mychajlo-Lukaschewe Teil der Gemeinde:
| Name                     | Name             | Name                                   |
| ukrainisch transkribiert | ukrainisch       | russisch                               |
| ------------------------ | ---------------- | -------------------------------------- |
| Antoniwka                | Антонівка        | Антоновка (Antonowka)                  |
| Blahowischtschenske      | Благовіщенське   | Благовещенское (Blagoweschtschenskoje) |
| Bohdaniwka               | Богданівка       | Богдановка (Bogdanowka)                |
| Helendschyk              | Геленджик        | Геленджик (Gelendschik)                |
| Kosatsche                | Козаче           | Казачье (Kastschje)                    |
| Kolos                    | Колос            | Колос                                  |
| Krutyj Jar               | Крутий Яр        | Крутой Яр (Krutoi Jar)                 |
| Maksymiwka               | Максимівка       | Максимовка (Maksimowka)                |
| Moskowka                 | Московка         | Московка (Moskowka)                    |
| Mykilske                 | Микільське       | Никольское (Nikolskoje)                |
| Myroljubiwka             | Миролюбівка      | Миролюбовка (Myroljubowka)             |
| Nowofedoriwka            | Новофедорівка    | Новофёдоровка (Nowofjodorwoka)         |
| Nowomyrhorodka           | Новомиргородка   | Новомиргородка (Nowomirgorodka)        |
| Nowomychajliwske         | Новомихайлівське | Новомихайловское (Nowomichailowskoje)  |
| Nowowassyliwske          | Нововасилівське  | Нововасилевское (Nowowassilewskoje)    |
| Prywilne                 | Привільне        | Привольное (Priwolnoje)                |
| Rajske                   | Райське          | Райское (Raiskoje)                     |
| Schyroke                 | Широке           | Широкое (Schirokoje)                   |
| Selenyj Haj              | Зелений Гай      | Зелёный Гай (Seljony Gai)              |
| Tersjanka                | Терсянка         | Терсянка                               |
| Trudoljubiwka            | Трудолюбівка     | Трудолюбовка (Trudoljubowka)           |
| Ukromne                  | Укромне          | Укромное (Ukromnoje)                   |
| Wassylkiwske             | Васильківське    | Васильковское (Wassilkowskoje)         |
| Wesseliwske              | Веселівське      | Весёловское (Wessjolowskoje)           |
| Wolodymyriwka            | Володимирівка    | Владимировка (Wladimirowka)            |